# Manoir Ford
Pour les articles homonymes, voir Ford (homonymie).
Situé à Morristown, New Jersey, aux États-Unis, le Manoir Ford (Ford Mansion en anglais) est une maison américaine classique du XVIIIe siècle construite par Jacob Ford, Jr. en 1774  et maintenant détenue par le National Park Service dans le cadre du parc historique national de Morristown.
Il a été acquis par l' Association Washington du New Jersey en 1873. Le manoir de style géorgien est connu pour avoir été le quartier général de George Washington de décembre 1779 à juin 1780 pendant la guerre d'indépendance américaine.

## Architecture

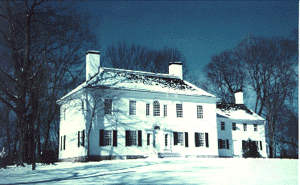
La maison de Theodosia Ford à Morristown, a servi de quartier général militaire révolutionnaire à George Washington pendant l'hiver qui a commencé en 1779.

La maison a un extérieur de style géorgien, mais la cuisine et la charpente intérieures témoignent de l'influence hollandaise. Selon Alan Gowan, « le planchage du Ford Mansion a été posé uniformément, peint et marqué pour ressembler à une belle maçonnerie avec des chaînes d'angle aux coins. » Le manoir a été fait avec une fenêtre palladienne au-dessus de la porte et une corniche élégante. L'architecture sophistiquée n'a pas été créée pour être attrayante, mais pour mettre en valeur la richesse de la famille propriétaire du bâtiment.
La section du directeur de la maison a été construite avec des pièces symétriques des deux côtés du foyer. Le bureau est en face de la bibliothèque et le salon est en face de la salle à manger. Au deuxième étage, il y a des chambres symétriques pour chaque côté du couloir. La section des domestiques de la maison était près de la cuisine et du garde-manger du côté est. Le grand hall et le salon sont ce qui a classé la maison comme un manoir. Contrairement à la plupart des manoirs de l'époque, le manoir Ford n'utilisait pas de briques pour l'extérieur, mais des planches et des planches à clin peintes.

## Emplacement
George Washington et l'armée continentale ont été obligés d'installer un campement à Morristown en raison de problèmes de transport. Washington aimait « le terrain défendable, les voies de communication importantes et l'accès aux ressources critiques » de Morristown. La famille Ford faisait affaires dans des mines de fer, des forges de fer, un moulin à farine, un moulin à chanvre et un moulin à poudre qui étaient tous près de la maison. Ces entreprises étaient utiles à l'armée pour obtenir des ressources.
La communauté environnante était composée de 250 résidents et de 70 bâtiments. En 1777, de nombreux hauts fonctionnaires louèrent ces maisons. Malheureusement, une épidémie de variole s'est propagée à travers la ville à cause des soldats, rendant les citadins quelque peu amers envers les troupes de Washington à leur arrivée en 1779.
L'armée de Washington était stationnée à Jockey Hollow tandis que Washington restait au Manoir. Jockey Hollow se trouve à huit kilomètres au sud du siège de Washington.

## Possession du manoir
Le manoir appartenait à l'origine au colonel Jacob Ford Jr. Son père lui a donné l'acte de propriété des deux cents Acre (unité)acres de terre en 1762, la même année où il a épousé Theodosia Johnes. Avant de servir dans la guerre, Jacob Jr. et son père possédaient une forge à Whippany (New Jersey).
Ford a construit la maison juste au sud de la rivière Whippany, ce qui facilite les déplacements pour se rendre au travail.
Jacob était le commandant du Bataillon de l'Est de la milice du comté de Morris. Le Bataillon de l'Ouest était commandé par le colonel Jacob Drake. Ford mourut d'une pneumonie le 11 janvier 1777 dans le manoir. Trente-cinq soldats du Delaware ont été témoins de la mort de Jacob Ford Jr.
Avant sa mort, Ford et ses soldats ont capturé un canon de campagne en bronze de six livres de l'armée britannique le 3 janvier 1777, lors de la victoire à Princeton, New Jersey. Selon le parc historique national de Morristown, « avec une pénurie d'artillerie et d'armes, la victoire à Princeton a non seulement remonté le moral de l'armée continentale, mais elle a renforcé leur maigre arsenal d'armes. » Jacob Ford Jr. est connu pour sa bravoure lors des visites du Ford Mansion proposées par le National Park Service.
Les rangers du parc historique national de Morristown informent que Jacob Jr. n'était pas à la bataille de Princeton (3 janvier 1777). Il était à la deuxième bataille de Trenton (2 janvier 1777), entre autres, mais notons aussi que la milice sous son commandement était autorisée à répondre aux attaques britanniques à proximité en collaboration avec l'armée continentale. Cette coordination n'était pas banale. Le canon qui a été capturé à la bataille de Princeton est exposé au musée sur la propriété du Ford Mansion avec d'autres canons de campagne de l'époque.

## Résistance de 1779-1780

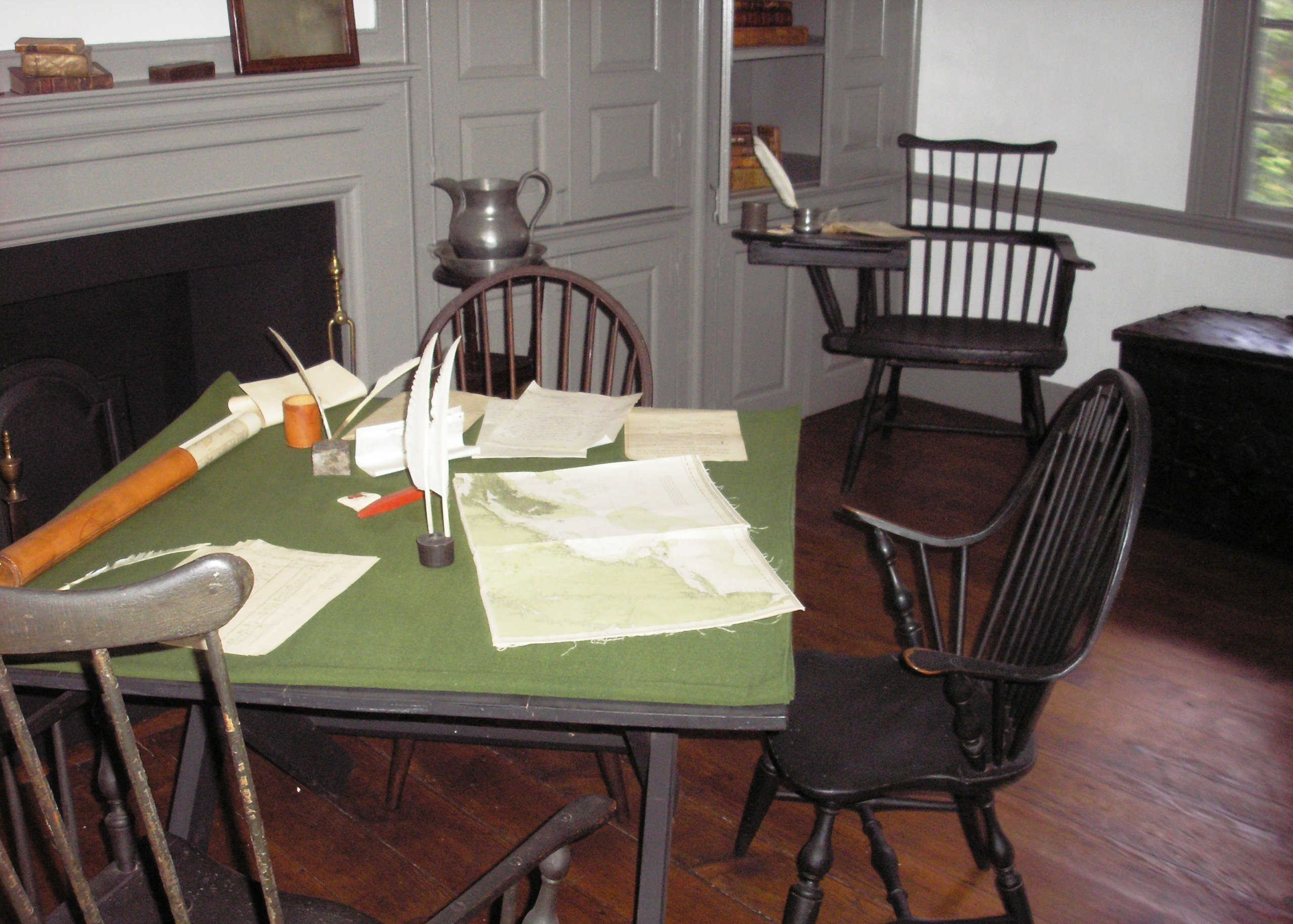
Salon où Washington a fait des plans pour la guerre.

Après la mort de Ford, Mrs. Theodosia Ford a acquis la propriété du manoir. Selon Pfister, « elle a été forcée d'accepter un rôle de leadership dans la famille. Après la mort de son mari et de son beau-père, Mme. Ford a maintenu la famille ensemble et a fait de la ferme et de l'entreprise familiale une entreprise rentable. »
Avant l'arrivée de Washington, la maison était considérée comme une "grande tragédie humaine pour la famille Ford" car en 1777, la maison était louée à une surabondance de troupes de l'armée continentale qui développaient la variole. Lorsque Washington est arrivé, il a demandé la permission à la veuve s'il pouvait rester dans le manoir et lui a payé le loyer. Le général Washington, Martha Washington, cinq aides de camp et 18 serviteurs sont restés dans le manoir.
Theodosia Ford et ses quatre enfants occupaient deux des quatre chambres du rez-de-chaussée et réservaient la cuisine à son usage personnel. Sa fille, Elizabeth Ford, qui avait 12 ans lorsque Washington a séjourné au manoir, est restée dans la chambre de sa mère. Pendant les mois d'hiver de 1779 à 1780, elle a lu et appris un total de 25 points de suture. Les garçons de Theodosia sont restés dans une autre pièce en bas. La pièce comportait deux portes. Une porte mène au côté des domestiques de la maison au-dessus du garde-manger et l'autre porte mène au hall central. La chambre du garçon était plus une salle de loisirs avec des mousquets et des dames chinoises, qui est exposée au musée du siège de Washington au parc historique national de Morristown. Les noms des garçons étaient Jacob, Gabriel et Timothy Ford. Jacob avait huit ans, Gabriel avait quinze ans et Timothy avait dix-sept ans pendant le séjour de Washington.

## Commandant en chef
Washington arriva au manoir Ford en décembre 1779. Selon Pfister, le manoir était l'une des plus grandes maisons de la ville à cette époque. L'emplacement était parfait pour Washington car la capitale américaine était à Philadelphie et la capitale de l'armée britannique était à Manhattan. Cela a permis à Washington de surveiller de près les Britanniques et lui a permis d'envoyer des lettres avec succès au congrès continental.

Washington a écrit de nombreuses lettres au Congrès expliquant la mauvaise situation dans laquelle se trouvaient ses troupes pendant son séjour au Manoir. Son lieu de travail était dans le bureau privé, situé au premier étage de la maison. Les aides de camp de Washington travaillaient dans le salon, qui devint le bureau militaire. Ceux-ci comprenaient Alexander Hamilton, Robert H. Harrison, Tench Tilghman, Richard Meade et James McHenry. Selon Pfister, le seul enregistrement du séjour de Washington au manoir était une lettre de Richard Meade à Mme. Ford, datée du 26 juillet 1780. La lettre a été transcrite à la Bibliothèque du Congrès et se lit comme suit :
Madame : J'ai reçu votre faveur par le capitaine Tomas Pry. J'ai communiqué son contenu à Son Excellence et je suis chargé de vous transmettre le certificat ci-joint. J'ai l'honneur et [le projet est rédigé par et est signé "RK Meade, ADC] Je certifie que le commandant en chef a pris ses quartiers chez Mrs. Fords à Morris Town le 1er décembre 1779, qu'il les quitta le 23 juin 1780, et qu'il occupa deux chambres au-dessous ; tout l'étage supérieur, Cuisine, Cave et Ecurie. L'écurie a été construite et les deux chambres au-dessus des escaliers ont été achevées aux frais du public, et un puits, qui était entièrement inutile et rempli auparavant, a été réparé en profondeur par des murs & c. Quartier général près de Passaick le 26 juillet 1780